# Entetanimiento

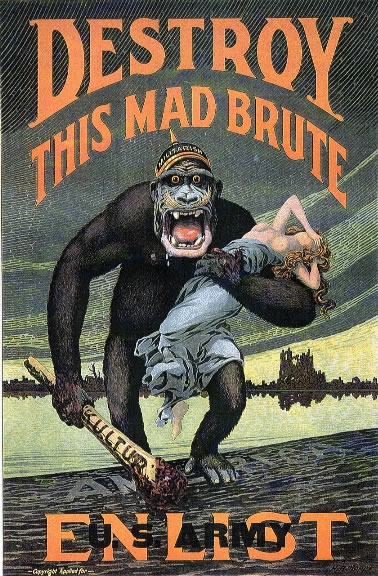
Los precedentes del Entetanimiento pueden rastrearse hasta los exitosos esfuerzos de la Comisión Creel para convencer al pueblo estadounidense de la necesidad de apoyar la intervención de su gobierno en la Primera Guerra Mundial.

Entetanimiento (fusión de entretenimiento y teta; en inglés: tittytainment) es el nombre que recibe la propaganda destinada a proteger los principios capitalistas y neoliberales que dirigen la globalización.
El entetanimiento es una forma cualificada de propaganda, censura y desinformación cuyo objetivo fundamental consiste en minimizar, a los ojos de las ciudadanías de los países democráticos occidentales, los efectos nocivos que el tipo particular de globalización que está desarrollándose en el mundo estaría causando en la mayor parte de la población mundial, así como en el ecosistema, siempre según el punto de vista de los altermundistas y miembros de los diversos movimientos antiglobalización.

## Etimología y origen
El vocablo entetanimiento (tittytainment) fue acuñado en 1995 por Zbigniew Brzezinski, ideólogo neoliberal, miembro de la Trilateral y consejero del expresidente de Estados Unidos Jimmy Carter durante la celebración del primer "State Of The World Forum", en el Hotel Fairmont de la ciudad de San Francisco. El objetivo del encuentro era determinar el estado del mundo, sugerir objetivos y metas deseables y proponer principios de actuación para alcanzarlos, y establecer políticas globales para conseguir su implementación. Los líderes reunidos en San Francisco (Mijaíl Gorbachov, George H. W. Bush, Margaret Thatcher, Vaclav Havel, Bill Gates, Ted Turner, etc.) llegaron a la conclusión de que es inevitable la llegada de la denominada Sociedad 20:80, aquella en la que el trabajo del 20% de la población mundial será suficiente para sostener la totalidad del aparato económico del planeta. El 80% de la población restante así, resultará superflua, no dispondrá de trabajo ni de oportunidades de ningún tipo e irá alimentando una frustración creciente.
Es aquí donde entró en juego el concepto propuesto por Brzezinski. Brzezinski propuso el entetanimiento, una mezcla de alimento físico y psicológico que adormecería a las masas y controlaría su frustración y sus previsibles protestas. El mismo Brzezinski explica el origen del término entetanimiento, como una combinación de los vocablos ingleses "tits" ("pechos" en argot estadounidense) y "entertainment" que, en ningún caso, debe entenderse con connotaciones sexuales y sí, por el contrario, como alusivo al efecto adormecedor y letárgico que la lactancia materna produce en el bebé.
De acuerdo con Hans-Peter Martin, uno de los tres únicos periodistas a los que se les permitió el acceso a todos los grupos de trabajo del primer "State Of The World Forum": "Según ellos (los participantes en el encuentro), la sociedad de los dos tercios que los europeos llevan temiendo desde los años ochenta ya no describe el futuro reparto del bienestar y la posición social. El modelo del mundo del futuro sigue la fórmula 20 a 80. Se perfila la sociedad de una quinta parte, en la que los excluidos tendrán que ser calmados con entetanimiento."